# Agar (bande dessinée)
Pour les articles homonymes, voir Agar.
Agar est une série de bande dessinée de science-fiction de Claude Moliterni (scénario) et Robert Gigi (dessin), publiée en 1974-1975. D'abord publiée sous la forme de récits complets dans l'éphémère magazine Lucky Luke, la série a fait l'objet de trois albums aux éditions Dargaud.